# Otto Kriegk
Otto Hermann Kriegk (* 17. Mai 1892 in Rinteln; † seit 1945 verschollen, zum 31. Dezember 1945 durch Entscheidung des Amtsgerichts Lichterfelde im Jahr 1952 amtlich für tot erklärt) war ein deutscher Journalist und Schriftsteller. Er wurde vor allem bekannt als Zeitungsjournalist in den 1920er bis 1940er Jahren sowie als Mitarbeiter des nationalsozialistischen Propagandaministers Joseph Goebbels.

## Leben

### Frühe Jahre (1892–1919)
Kriegk wurde als Sohn des Postsekretärs a. D. Hermann Kriegk und seiner Ehefrau geboren. In seiner Kindheit besuchte er eine Privatvorschule in Hildesheim und die Mittelschule in Osnabrück, bevor er Ostern 1901 in die Sexta des Ratsgymnasium zu Osnabrück eintrat, das er im Ostern 1910 mit dem Reifezeugnis verließ.
Von 1910 bis 1914 studierte Kriegk Deutsch, Geschichte, Geographie, Französisch, Latein, Nationalökonomie und Geologie an der Georg-August-Universität Göttingen. Im Dezember 1913 legte er dort das Staatsexamen (Prüfung als Kandidat des Höheren Lehramtes) ab. Mit Prüfung vom 24. Juni 1914 wurde er an der Göttinger Universität mit einer von Max Lehmann betreuten nationalökonomisch-historische Dissertation über das Thema Das Biergeld in der Kurmark Brandenburg zum Dr. rer. pol. promoviert. Im Mai 1914 trat Kriegk als hauptberuflicher Journalist in die Schriftleitung der Weser-Zeitung in Bremen ein. Im August 1914 erhielt er dort eine Anstellung als leitender politischer Redakteur. Von der Teilnahme am Ersten Weltkrieg war Kriegk wegen völliger Blindheit auf seinem rechten Auge zurückgestellt. Stattdessen war er auf Grund besonderer Anordnung des Generalkommandos in Altona für die gesamte Kriegsdauer der Weser-Zeitung zugeteilt.
Bei Kriegsende 1918 gründete Kriegk in Bremen eine Organisation gegen den Marxismus. Außerdem bereitete er den „Widerstand“ der Bremer Bevölkerung gegen die „bolschewistische Gewaltherrschaft“ in der Stadt vor. Während der Novemberrevolution erlangte Kriegk erste öffentliche Bekanntheit mit seinem Vorschlag, den revolutionären Arbeiter- und Soldatenräten sogenannte (konterrevolutionäre) „Bürgerräte“ entgegenzustellen. 1920 wurde er in einen solchen Reichsbürgerrat berufen.

### Weimarer Republik (1919–1933)
1919 berichtete Kriegk als Vertreter seiner Zeitung von der Weimarer Nationalversammlung. 1920 ging er als Korrespondent der Weser-Zeitung nach Berlin, wo er sich bald zu einem der bekanntesten Journalisten der Hauptstadtpresse entwickelte.
Seit 1922 stand Kriegk im Dienst des Scherl Verlags, einem Unternehmen des Medienmoguls und DNVP-Politikers Alfred Hugenberg, zu dessen engsten journalistischen Mitarbeitern Kriegk in den folgenden zehn Jahren gehörte. Seit 1926 schrieb für sämtliche Zeitschriften und Zeitungen des Scherl Verlags, insbesondere aber für den Berliner Lokal-Anzeiger, für die Berliner Illustrierte Nachtausgabe und für Die Woche.
Daneben steuerte er auch Artikel für die Europäische Revue des Grafen Rohan bei. Auch für die Weser-Zeitung war er weiterhin tätig, bis diese 1934 eingestellt wurde.
Kriegk war einer der Herausgeber der 1924 gegründeten Berliner Zeitschrift Der Deutschen-Spiegel – Politische Wochenschrift auch für Kunst und Wirtschaft.
Politisch stand Kriegk gegen den Liberalismus – der liberale Journalist Werner Stephan bezeichnete ihn als seinen „Antipoden“ –, gegen die Weimarer Staatsform, die er als „Selbsttäuschung“ brandmarkte und gegen die Sozialdemokratie. Die linke Weltbühne charakterisierte ihn daher als Mann, mit dem man sich in einer „nicht immer angenehmen Gesellschaft“ befinde. Neben politischen und gesellschaftlichen Themen verfasste Kriegk auch zahlreiche Filmrezensionen und das Medium Kino betreffende Feuilletons. Sein Geschmack war dabei eher konservativ, ästhetisch und/oder inhaltlich unkonventionelle Filme, stießen meist auf seine Ablehnung. Fritz Langs Metropolis war für Kriegk etwa ein „bolschewistisches“ Machwerk.
Durch seinen persönlichen Einfluss auf Hugenberg, auf den er abseits seiner publizistischen Tätigkeit für die Hugenberg-Presse auch durch engen persönlicher Kontakt als Berater einwirkte, konnte Kriegk auch die Politik der DNVP mitbeeinflussen, nachdem Hugenberg 1928 die Führung der Partei übernommen hatte. Seine Bewunderung für Hugenberg, den er einige Jahre lang für den „kommenden Mann hielt“, brachte Kriegk 1932 in einer Biografie zum Ausdruck.
Kriegk machte dort die Eignung des damals schon älteren Hugenberg zum politischen Führer Deutschlands in der demographischen Struktur des Landes fest. Die großen Verluste jüngerer Männer durch den Ersten Weltkrieg machten es notwendig, die Generation der Kriegsteilnehmer zu überspringen. Sie sei zu dezimiert, als dass man in ihr große politische Talente erwarten könne. Stattdessen solle man zur Besetzung der leitenden politischen Positionen auf Männer aus der „Vorkriegszeit“ zurückgreifen, bis die Nachkriegsgeneration alt genug sei, um nachzurücken:
„Für die nächsten fünf Jahre hat Deutschland mit der ernsten Tatsache zu rechnen, daß ihm eine breite Schicht von politisch reifen, körperlich ganz gesunden, mit starken Nerven ausgestatteten Männern fehlt, aus der Staatsmänner hervorgehen könnten. Dann sind vielleicht die Jüngeren reif geworden. Bis dahin bleibt Deutschland schon nichts anderes übrig, als ganz nach dem Muster anderer Staaten seine verantwortlichen politischen Führer aus der 'Vorkriegszeit' zu nehmen.“
Die Jahresberichte für Deutsche Geschichte bewerteten Kriegks Hugenberg-Biografie 1932 als „einseitiges“ Werk, das an „einer maßlosen Überschätzung dieses Politikers“ leide und darüber hinaus zeige, „wie wenig der Verfasser die Zeichen seiner Zeit verstanden“ habe. Die amerikanischen Zeitungskorrespondenten in Deutschland sahen Kriegk mehrheitlich als einen „schwatzhaften, polternden Klotz“ („loud-mouthed, boisterous, bulky newsman“) den man nicht ernst nehmen könne.

### Zeit des Nationalsozialismus
Nach der nationalsozialistischen „Machtergreifung“ blieb Kriegk weiterhin als Schriftleiter, Leitartikler und Redakteur beim Scherl Verlag tätig, der nun allerdings aus dem Besitz Hugenbergs in die Kontrolle von Max Amann überging und vom Franz-Eher-Verlag übernommen wurde. Die journalistische Gleichschaltung Kriegks verlief ohne Probleme, so dass er bald zu einem „geschätzten Helfer der Propagandisten der Reichsregierung“ wurde. Jürgen Thorwald urteilte 1950 rückblickend über den Kriegk der späten 1930er Jahre, dass dieser der Goebbels'schen Propagandalinie „bereits seit Jahren verfallen“ gewesen sei. Thorwald schrieb dies der Fähigkeit Kriegks zu, „sich wechselnd in andere Vorstellungswelten zu begeben und sie zu seiner eigenen zu machen.“
Neben seiner Tätigkeit als Chef-Reporter für die ehemaligen Hugenberg-Blätter des Scherl-Verlages begann Kriegk nun auch gelegentlich für nationalsozialistische Zeitungen wie Der Angriff zu schreiben. Am 14. Juli 1937 beantragte er die Aufnahme in die NSDAP und wurde rückwirkend zum 1. Mai desselben Jahres aufgenommen (Mitgliedsnummer 4.363.225).
Darüber hinaus trat Kriegk mit mehreren Büchern an die Öffentlichkeit. Während er bis in die frühe NS-Zeit noch bei gemäßigten Verlagen wie Stalling oder Oldenbourg publizierte, erschienen seine späteren Schriften zumeist bei nationalsozialistischen Verlagshäusern wie Junker und Dünnhaupt oder dem Nibelungen-Verlag. Einigen dieser Bücher kam dabei eine eindeutig propagandistische Funktion zu. So versuchten verschiedene von Kriegk während der unmittelbaren Vorkriegszeit und in den Kriegsjahren veröffentlichte „Enthüllungsbücher“, das deutsche Publikum und das deutsch besetzte Ausland im Sinne des Propagandaministeriums über die „wahren“ Urheber des Zweiten Weltkriegs und ihre Beweggründe „aufzuklären“. Der Band Wer treibt England in den Krieg? vom Frühling 1939 identifizierte beispielsweise die britischen Staatsmänner Winston Churchill, Alfred Duff Cooper und Anthony Eden als die Köpfe einer angeblichen Clique britischer „Plutokraten und Salonbolschewisten“, die sich mit dem Ziel verschworen habe, Deutschland den Krieg „aufzuzwingen“. In Hinter Genf steht Moskau versuchte Kriegk wiederum den Völkerbund als eine „jüdisch-freimaurerische Gründung“ zu „entlarven“.
Während des Zweiten Weltkrieges wurde Kriegk von Goebbels außer als Journalist und Propagandaschriftsteller auch für verschiedene politische Manöver genutzt. Nach einem Frontbesuch Kriegks 1942 schickte Goebbels ihn zeitweise als Korrespondenten ins neutrale Portugal, um dort – scheinbar aus Versehen – Details über die deutschen strategischen Pläne im Osten „auszuplaudern“. Hintergedanke dieses Auftrags war der Plan, die Alliierten irrezuführen, indem man ihren Spionen durch Kriegks gezielte Indiskretion den Eindruck vermittelte, sie seien durch einen Unfall in Kenntnis der geheimen deutsche operativen Planungen im Osten geraten. Namentlich wollte man den alliierten Mittelsmännern in Lissabon suggerieren, die Wehrmacht beabsichtige, die Rote Armee in Bälde im mittleren Frontabschnitt der Ostfront anzugreifen. Hieraufhin, so die deutsche Hoffnung, würden die Spione, die so „durchgesickerte“ Information an ihre vorgesetzten Stellen weitergeben, die dann im deutschen Sinne handeln würden. Die Rote Armee, so das Kalkül, würde auf Anweisung ihrer Führung bald starke Verteidigungsverbände in den Abschnitt „Mitte“ abziehen um den erwarteten deutschen Angriff besser abfangen zu können. In der Zwischenzeit wären die deutschen Truppen an ihrem tatsächlichen Angriffsort im Süden nur mit geschwächten Verbänden konfrontiert. Für diese Aufgabe war Kriegk nach Goebbels gerade deswegen besonders geeignet, weil er von Natur aus „redselig genug“ sei, um dieses Kunststück mit einem „gewissen Grad an Virtuosität“ zu meistern.
Im Juni 1944 zog Kriegk sich den Zorn Goebbels zu, als er einen deutschen V2-Raketen-Angriff auf London in einem Artikel für die Berliner Nachtausgabe überschwänglich als den Tag feierte „auf den 80 Millionen Deutsche gewartet“ hätten, den Tag, der die Kriegswende bringen würde. Goebbels, der befürchtete, dass die Erwartungen der Bevölkerung so fälschlich hochgeschraubt würden und zugleich ihre Nichterfüllung zu einer erheblichen Schwächung der Kriegsmoral führen würde, drohte zeitweise damit, Kriegk zur Strafe für seine Fehler erschießen zu lassen. Wie sich bald herausstellte, und Goebbels Temperament etwas beruhigte, hatte Kriegk nur auf Weisung von Staatssekretär Otto Dietrich gehandelt, der sich über die von Goebbels herausgegebene Sprachregelung, wie über die V2-Angriffe berichtet werden sollte, hinweggesetzt hatte.

### Nachkriegszeit
Im Mai 1945 gehörte Kriegk der fünfköpfigen Gruppe von Parlamentären an, die den sowjetischen Streitkräften die Bereitschaft der Kommandanten von Berlin zur Übergabe der Stadt überbrachten. Nach der Kapitulation der Stadt wurde Kriegk gemeinsam mit anderen wichtigen Goebbels-Mitarbeitern wie Hans Fritzsche und Wolff Heinrichsdorff am 2. Mai 1945 von der Roten Armee in Berlin verhaftet. Danach wurde er nacheinander in Berlin-Tempelhof, Hennickendorf und im Hauptquartier der sowjetischen Geheimpolizei in Friedrichshain, wo man ihn wiederholt vernahm, gefangen gehalten. Am 10. August 1945 wurde er durch ein sowjetisches Militärtribunal aufgrund von Kriegsverbrechen zum Tode verurteilt, der Vollzug des Urteils ist nicht gesichert. Durch den Generalstaatsanwalt der Russischen Föderation wurde Kriegk am 5. Dezember 2001 rehabilitiert.
Während der Nürnberger Prozesse gegen die Hauptkriegsverbrecher wurde Kriegk im Verfahren gegen Fritzsche von der Verteidigung als einer von zwei Zeugen benannt (der andere war Goebbels Pressereferent Moritz von Schirmeister), die zugunsten des Angeklagten aussagen sollten. Obwohl Kriegk von den Alliierten bereits zur Prozessteilnahme „bereitgestellt“ worden war verzichtete die Verteidigung schließlich auf Kriegks Auftritt im Gerichtssaal. Danach verliert sich seine Spur.
Kriegk wurde 1952 für tot erklärt und sein Tod im Buch für Todeserklärungen unter Nr. Tw-26672/1952 beurkundet.

## Werke
- Die Geschichte des Biergeldes in der Kurmark Brandenburg, (= Forschungen zur Brandenburgischen und Preußischen Geschichte, Bd. 28), Göttingen 1915.
- Bremen in der Deutschen Revolution vom November 1918 bis zum März 1919, Bremen 1919. (mit Wilhelm Breves, Paul Müller, Gerhard Heile, Johann Gerdes, Gustav Peter, Franz Vierweg, Sophie Dorothea Gallwitz, Otto L. Strack)
- Die Presse und der deutsche Volksstaat. In: Die Tat. Monatsschrift für die Zukunft deutscher Kultur 10. Jg., Heft 4, Juli 1918, S. 290–293. (Digitalisat HathiTrust)
- Locarno. Ein Erfolg? Eine kritische Studie der Verträge von Locarno und ihrer Vorgeschichte, Berlin 1925. (mit Friedrich Wilhelm von Loebell)
- Mietrecht und Wohnungsmangelgesetzgebung im Reiche, in Preussen und in Berlin, Berlin 1925.
- War die Verständigungs-Politik richtig? Versailles-Locarno-Thoiry, Berlin 1929.
- Hugenberg, Leipzig 1932.
- Das Ende von Versailles. Die Aussenpolitik des Dritten Reiches, Oldenburg 1934.
- Wir erleben die Befreiung der Saar. Sechs Berichte deutscher Schriftleiter, Berlin 1935. (mit Alfred Ingemar Berndt)
- Hinter Genf steht Moskau, Berlin und Leipzig 1936.
- Krieg oder Frieden. Weltpolitik zwischen Nationalsozialismus und Bolschewismus, Berlin 1939.
- Wer treibt England in den Krieg? Die Kriegshetzer Duff Cooper, Eden, Churchill und ihr Einfluss auf die englische Politik, Leipzig 1939. (Auch erschienen als Die englischen Kriegshetzer)
- Wer siegt? Materie Oder Mensch?, Berlin 1940.
- Der deutsche Film im Spiegel der Ufa. 25 Jahre Kampf und Vollendung, Berlin 1943.
- Die Geburt Europas, Berlin 1943.
- Der Krieg 1914. Aus Nachrichten und Artikeln der Weser-Zeitung zusammengestellt, Bremen o. J.